# Мусала
 Тази статия е за върха в Рила.  За термина от исляма вижте Мусалла.  
Мусала̀ е първенецът на Рила и най-високият планински връх в България и на целия Балкански полуостров. Надморската му височина е 2925,4 m, измерена от равнището на пристанище Варна. По-висок е с 8 m от следващия по височина връх на Балканите, Митикас в планината Олимп в Гърция, и с 11 m от първенеца на Пирин, връх Вихрен, който заема третото място. Мусала има относителна надморска височина от 2473 m, което го подрежда на 7-о място в Европа.

## Местоположение
Мусала се намира в източната част на Рила планина, недалеч от известния курорт Боровец и на около 80 km от София. През лятото се посещава от много туристи от целия свят, но най-много от планинари от България и съседните страни. На върха са изградени метеорологична станция на Националния институт по метеорология и хидрология при БАН и Базовата екологична обсерватория „Мусала“ на Института за ядрени изследвания и ядрена енергетика при БАН.

## Име
Името на върха произлиза от арабското мусалла означаващо „път към Бога“ или „място близо до Бога“. Според Владимир Хиндалов означава още „открито място, годно за молитва“, „каменна поставка в джамия, върху която се поставят мъртъвците“ и „високо място, откъдето мюезинът вика правоверните за молитва“. Според други виждания произходът на името е от арабското „мусалат“, означаващо „доминиращ“, „господстващ“. От 21 декември 1949 г. до 1962 г. върхът и високопланинската метеорологична наблюдателница се казват Сталин, на името на съветския диктатор Йосиф Сталин.

## География
Връх Мусала е изграден от палеозойски гранит, прорязан с гранитпорфирни жили. Има планинско-ливадни почви. Покрит е главно с алпийска растителност. В южната част на масива му има планински пасища („чалове“). Забележително е разнообразието на флората, включваща някои интересни дървесни видове, и фауната; това е и добро място за наблюдение на птици.

## Климат
Средната годишна температура е минус 2,9 °C, средната февруарска – минус 12 °C, средната августовска – 5,4 °C; минимална измерена температура – минус 31,2 °C, максимална измерена температура – 18,7 °C. Преобладават северозападни ветрове. Средно 254 дни от годината Мусала е покрит със снежна покривка. На 17 декември 2019 г. е отчетен нов температурен рекорд от 7,6 °C над нулата.

| връх Мусала                           | връх Мусала | връх Мусала | връх Мусала | връх Мусала | връх Мусала | връх Мусала | връх Мусала | връх Мусала | връх Мусала | връх Мусала | връх Мусала | връх Мусала | връх Мусала |
| Месеци                                | яну.        | фев.        | март        | апр.        | май         | юни         | юли         | авг.        | сеп.        | окт.        | ное.        | дек.        | Годишно     |
| Абсолютни максимални температури (°C) | 7           | 3,4         | 12,1        | 13,7        | 12,6        | 16,5        | 20,0        | 18,7        | 17          | 14          | 9,6         | 7,6         | 20,0        |
| Средни максимални температури (°C)    | −8,2        | −7,6        | −5,6        | −1,6        | 2           | 5,4         | 8,5         | 9,1         | 6,1         | 1,8         | −2,1        | −6          | 0,2         |
| Средни температури (°C)               | −10,9       | −10,8       | −9          | −5,2        | −1          | 2,3         | 5           | 5,3         | 2,6         | −1          | −4,9        | −8,6        | −3          |
| Средни минимални температури (°C)     | −13,8       | −13,6       | −11,6       | −7,8        | −3,4        | −0,1        | 2,1         | 2,5         | −0,1        | −3,6        | −7,3        | −11         | −5,6        |
| Абсолютни минимални температури (°C)  | −30,6       | −29,8       | −26,8       | −20,6       | −15,6       | −12         | −8          | −9,8        | −14         | −17,5       | −27,4       | −31,2       | −31,2       |
| Средни месечни валежи (mm)            | 126         | 110         | 130         | 128         | 119         | 105         | 80          | 56          | 47          | 72          | 88          | 115         | 1176        |
| ------------------------------------- | ----------- | ----------- | ----------- | ----------- | ----------- | ----------- | ----------- | ----------- | ----------- | ----------- | ----------- | ----------- | ----------- |
| Източник: Stringmeteo.com             |             |             |             |             |             |             |             |             |             |             |             |             |             |

## Туризъм
Първото документирано зимно изкачване на Мусала е през 1923 г., когато десетима души, начело с Павел Делирадев и Пейо Пеев, тръгвайки от Боровец, изкачват върха по хребета Маркуджика и слизат през Маричината долина.
- Връх Мусала е и сред Стоте национални туристически обекта на Българския туристически съюз. Има печат в метеорологичната станция.
- Връх Мусала е сред инициативата „Покорител на 10-те планински първенци“. Печат има в метеорологичната станция на върха и в заслон „Ледено езеро“.

### Подходи към върха
Към връх Мусала има няколко подхода, като основните са от север и юг. Достъп по шосе има до изходните пунктове за изкачване: Боровец, Белмекен, Белица – Семково  и Якоруда – хижа „Трещеник“ – студентска база „Академика“ в м. Нехтеница. Възможен е и с обществен транспорт.

### Маршрути за изкачване
До връх Мусала има няколко маршрута от Боровец, като най-краткият е с лифт „Ястребец“ през хижа „Мусала“ и заслон „Еверест“, по който изкачването отнема около 4 часа. С около 3 часа по-дълго е класическото изкачване от Боровец по Мусаленската пътека, която води до хижа „Мусала“. Другите възможни изкачвания от Боровец са през долината на Марица, като има няколко маркирани пътеки между хижите „Чакър войвода“, „Марица“ и „Заврачица“.
От юг Мусала може да бъде изкачен за около 4 часа от хижа „Грънчар“, до която се стига от Якоруда, Белмекен, Семково или хижа „Рибни езера“.
Любопитно
Това, че при ясно време се вижда дори Бяло море, е легенда. Планините в Южна България и Северна Гърция пречат на пряката видимост, а и сферичната форма на Земята прави невъзможно наблюдаването на толкова отдалечени обекти.

## Други
На Мусала са наречени улици в София (квартал „Бъкстон“), Банкя, Драгоман, Кюстендил, Самоков, Септември, Пловдив, Стара Загора, Созопол, Поморие, Варна, Плевен, с. Буйново, с. Нова Махала и други населени места. Във Варна името „Мусала“ носят площад и хотел.

## Галерия
- Мусала през първата половина на XX век
- Изглед към седемте Мусаленски езера
- Групова снимка на К. Попатанасов, около 1940 г.
- Туристи под връх Мусала. Пирамидата в ниското е заслонът „Леденото езеро“.
- Леденото езеро – изглед откъм заслона
- Изглед към Пирин от Мусала
- Изворите на река Марица, гледани от Мусала
- Мусаленските езера